# Eleições legislativas portuguesas de 1995 no distrito de Leiria
| Eleições legislativas portuguesas de 1995 Distritos: Aveiro \| Beja \| Braga \| Bragança \| Castelo Branco \| Coimbra \| Évora \| Faro \| Guarda \| Leiria \| Lisboa \| Portalegre \| Porto \| Santarém \| Setúbal \| Viana do Castelo \| Vila Real \| Viseu \| Açores \| Madeira \| Estrangeiro |

## Resultados por Concelho
Os resultados nos concelhos do Distrito de Leiria foram os seguintes:

### Alcobaça
| Partido                 | Partido                        | Votos  | %               | +/-   |
| ----------------------- | ------------------------------ | ------ | --------------- | ----- |
|                         | Partido Social Democrata       | 13 654 | 42,66 / 100,00  | 17,96 |
|                         | Partido Socialista             | 12 553 | 39,22 / 100,00  | 14,00 |
|                         | Partido Popular                | 3 265  | 10,20 / 100,00  | 6,00  |
|                         | Coligação Democrática Unitária | 1 187  | 3,71 / 100,00   | 0,12  |
|                         | Outros                         | 577    | 1,81 / 100,00   |       |
| Votos Inválidos         | Votos Inválidos                | 772    | 2,41 / 100,00   | 0,18  |
| Total                   | Total                          | 32 008 | 100,00 / 100,00 |       |
| Eleitorado/Participação | Eleitorado/Participação        | 47 125 | 67,92 / 100,00  | 1,54  |

### Alvaiázere
| Partido                 | Partido                  | Votos | %               | +/-   |
| ----------------------- | ------------------------ | ----- | --------------- | ----- |
|                         | Partido Social Democrata | 3 939 | 71,06 / 100,00  | 11,11 |
|                         | Partido Socialista       | 932   | 16,81 / 100,00  | 8,22  |
|                         | Partido Popular          | 470   | 8,48 / 100,00   | 4,07  |
|                         | Outros                   | 87    | 1,56 / 100,00   |       |
| Votos Inválidos         | Votos Inválidos          | 115   | 2,08 / 100,00   | 0,39  |
| Total                   | Total                    | 5 543 | 100,00 / 100,00 |       |
| Eleitorado/Participação | Eleitorado/Participação  | 8 405 | 65,95 / 100,00  | 4,43  |

### Ansião
| Partido                 | Partido                  | Votos  | %               | +/-   |
| ----------------------- | ------------------------ | ------ | --------------- | ----- |
|                         | Partido Social Democrata | 5 038  | 58,36 / 100,00  | 14,70 |
|                         | Partido Socialista       | 2 612  | 30,26 / 100,00  | 12,05 |
|                         | Partido Popular          | 644    | 7,46 / 100,00   | 4,13  |
|                         | Outros                   | 188    | 2,18 / 100,00   |       |
| Votos Inválidos         | Votos Inválidos          | 151    | 1,75 / 100,00   | 0,37  |
| Total                   | Total                    | 8 633  | 100,00 / 100,00 |       |
| Eleitorado/Participação | Eleitorado/Participação  | 12 684 | 68,06 / 100,00  | 2,28  |

### Batalha
| Partido                 | Partido                        | Votos  | %               | +/-   |
| ----------------------- | ------------------------------ | ------ | --------------- | ----- |
|                         | Partido Social Democrata       | 4 123  | 49,06 / 100,00  | 22,18 |
|                         | Partido Socialista             | 2 199  | 26,17 / 100,00  | 10,48 |
|                         | Partido Popular                | 1 708  | 20,32 / 100,00  | 13,44 |
|                         | Coligação Democrática Unitária | 84     | 1,00 / 100,00   | 0,03  |
|                         | Outros                         | 108    | 1,28 / 100,00   |       |
| Votos Inválidos         | Votos Inválidos                | 182    | 2,17 / 100,00   | 0,16  |
| Total                   | Total                          | 8 404  | 100,00 / 100,00 |       |
| Eleitorado/Participação | Eleitorado/Participação        | 11 616 | 72,35 / 100,00  | 1,98  |

### Bombarral
| Partido                 | Partido                        | Votos  | %               | +/-   |
| ----------------------- | ------------------------------ | ------ | --------------- | ----- |
|                         | Partido Socialista             | 2 883  | 38,49 / 100,00  | 14,12 |
|                         | Partido Social Democrata       | 2 803  | 37,42 / 100,00  | 16,75 |
|                         | Partido Popular                | 1 113  | 14,86 / 100,00  | 6,98  |
|                         | Coligação Democrática Unitária | 423    | 5,65 / 100,00   | 0,89  |
|                         | Outros                         | 143    | 1,90 / 100,00   |       |
| Votos Inválidos         | Votos Inválidos                | 126    | 1,68 / 100,00   | 1,35  |
| Total                   | Total                          | 7 491  | 100,00 / 100,00 |       |
| Eleitorado/Participação | Eleitorado/Participação        | 12 227 | 61,27 / 100,00  | 1,67  |

### Caldas da Rainha
| Partido                 | Partido                        | Votos  | %               | +/-   |
| ----------------------- | ------------------------------ | ------ | --------------- | ----- |
|                         | Partido Social Democrata       | 9 866  | 40,36 / 100,00  | 17,65 |
|                         | Partido Socialista             | 9 674  | 39,58 / 100,00  | 13,70 |
|                         | Partido Popular                | 3 034  | 12,41 / 100,00  | 7,35  |
|                         | Coligação Democrática Unitária | 976    | 3,99 / 100,00   | 0,29  |
|                         | Outros                         | 434    | 1,77 / 100,00   |       |
| Votos Inválidos         | Votos Inválidos                | 459    | 1,88 / 100,00   | 0,55  |
| Total                   | Total                          | 24 443 | 100,00 / 100,00 |       |
| Eleitorado/Participação | Eleitorado/Participação        | 38 925 | 62,80 / 100,00  | 2,12  |

### Castanheira de Pera
| Partido                 | Partido                        | Votos | %               | +/-   |
| ----------------------- | ------------------------------ | ----- | --------------- | ----- |
|                         | Partido Socialista             | 1 671 | 59,70 / 100,00  | 16,34 |
|                         | Partido Social Democrata       | 864   | 30,87 / 100,00  | 13,88 |
|                         | Partido Popular                | 104   | 3,72 / 100,00   | 1,98  |
|                         | Coligação Democrática Unitária | 46    | 1,64 / 100,00   | 0,73  |
|                         | Outros                         | 48    | 1,72 / 100,00   |       |
| Votos Inválidos         | Votos Inválidos                | 66    | 2,35 / 100,00   | 1,11  |
| Total                   | Total                          | 2 799 | 100,00 / 100,00 |       |
| Eleitorado/Participação | Eleitorado/Participação        | 4 076 | 68,67 / 100,00  | 2,40  |

### Figueiró dos Vinhos
| Partido                 | Partido                  | Votos | %               | +/-   |
| ----------------------- | ------------------------ | ----- | --------------- | ----- |
|                         | Partido Social Democrata | 2 812 | 54,68 / 100,00  | 15,06 |
|                         | Partido Socialista       | 1 761 | 34,24 / 100,00  | 12,71 |
|                         | Partido Popular          | 289   | 5,62 / 100,00   | 3,26  |
|                         | Outros                   | 133   | 2,58 / 100,00   |       |
| Votos Inválidos         | Votos Inválidos          | 148   | 2,88 / 100,00   | 0,42  |
| Total                   | Total                    | 5 143 | 100,00 / 100,00 |       |
| Eleitorado/Participação | Eleitorado/Participação  | 7 200 | 71,43 / 100,00  | 3,68  |

### Leiria
| Partido                 | Partido                        | Votos  | %               | +/-   |
| ----------------------- | ------------------------------ | ------ | --------------- | ----- |
|                         | Partido Social Democrata       | 28 991 | 47,02 / 100,00  | 18,31 |
|                         | Partido Socialista             | 20 085 | 32,57 / 100,00  | 12,52 |
|                         | Partido Popular                | 8 754  | 14,20 / 100,00  | 7,95  |
|                         | Coligação Democrática Unitária | 1 541  | 2,50 / 100,00   | 0,20  |
|                         | Outros                         | 905    | 1,47 / 100,00   |       |
| Votos Inválidos         | Votos Inválidos                | 1 385  | 2,24 / 100,00   | 0,20  |
| Total                   | Total                          | 61 661 | 100,00 / 100,00 |       |
| Eleitorado/Participação | Eleitorado/Participação        | 88 965 | 69,31 / 100,00  | 2,08  |

### Marinha Grande
| Partido                 | Partido                        | Votos  | %               | +/-   |
| ----------------------- | ------------------------------ | ------ | --------------- | ----- |
|                         | Partido Socialista             | 8 698  | 45,30 / 100,00  | 14,50 |
|                         | Coligação Democrática Unitária | 4 089  | 21,29 / 100,00  | 0,10  |
|                         | Partido Social Democrata       | 3 771  | 19,64 / 100,00  | 16,03 |
|                         | Partido Popular                | 1 538  | 8,01 / 100,00   | 5,50  |
|                         | PCTP/MRPP                      | 350    | 1,82 / 100,00   | 0,61  |
|                         | Outros                         | 313    | 1,63 / 100,00   |       |
| Votos Inválidos         | Votos Inválidos                | 444    | 2,32 / 100,00   | 0,88  |
| Total                   | Total                          | 19 203 | 100,00 / 100,00 |       |
| Eleitorado/Participação | Eleitorado/Participação        | 28 776 | 66,73 / 100,00  | 0,71  |

### Nazaré
| Partido                 | Partido                        | Votos  | %               | +/-   |
| ----------------------- | ------------------------------ | ------ | --------------- | ----- |
|                         | Partido Socialista             | 4 335  | 50,81 / 100,00  | 14,04 |
|                         | Partido Social Democrata       | 2 693  | 31,57 / 100,00  | 16,81 |
|                         | Partido Popular                | 586    | 6,87 / 100,00   | 4,31  |
|                         | Coligação Democrática Unitária | 541    | 6,34 / 100,00   | 0,23  |
|                         | Outros                         | 196    | 2,30 / 100,00   |       |
| Votos Inválidos         | Votos Inválidos                | 180    | 2,11 / 100,00   | 0,26  |
| Total                   | Total                          | 8 531  | 100,00 / 100,00 |       |
| Eleitorado/Participação | Eleitorado/Participação        | 13 188 | 64,69 / 100,00  | 0,41  |

### Óbidos
| Partido                 | Partido                        | Votos | %               | +/-   |
| ----------------------- | ------------------------------ | ----- | --------------- | ----- |
|                         | Partido Socialista             | 2 692 | 45,54 / 100,00  | 16,31 |
|                         | Partido Social Democrata       | 2 116 | 35,80 / 100,00  | 19,13 |
|                         | Partido Popular                | 574   | 9,71 / 100,00   | 5,65  |
|                         | Coligação Democrática Unitária | 242   | 4,09 / 100,00   | 0,28  |
|                         | Outros                         | 131   | 2,21 / 100,00   |       |
| Votos Inválidos         | Votos Inválidos                | 156   | 2,63 / 100,00   | 0,04  |
| Total                   | Total                          | 5 911 | 100,00 / 100,00 |       |
| Eleitorado/Participação | Eleitorado/Participação        | 9 601 | 61,57 / 100,00  | 0,95  |

### Pedrogão Grande
| Partido                 | Partido                  | Votos | %               | +/-   |
| ----------------------- | ------------------------ | ----- | --------------- | ----- |
|                         | Partido Social Democrata | 1 780 | 59,35 / 100,00  | 15,11 |
|                         | Partido Socialista       | 951   | 31,71 / 100,00  | 15,69 |
|                         | Partido Popular          | 121   | 4,03 / 100,00   | 1,46  |
|                         | Outros                   | 73    | 2,44 / 100,00   |       |
| Votos Inválidos         | Votos Inválidos          | 74    | 2,46 / 100,00   | 0,14  |
| Total                   | Total                    | 2 999 | 100,00 / 100,00 |       |
| Eleitorado/Participação | Eleitorado/Participação  | 4 597 | 65,24 / 100,00  | 0,98  |

### Peniche
| Partido                 | Partido                        | Votos  | %               | +/-   |
| ----------------------- | ------------------------------ | ------ | --------------- | ----- |
|                         | Partido Socialista             | 6 614  | 47,83 / 100,00  | 17,86 |
|                         | Partido Social Democrata       | 4 320  | 31,24 / 100,00  | 19,19 |
|                         | Coligação Democrática Unitária | 1 191  | 8,61 / 100,00   | 0,36  |
|                         | Partido Popular                | 1 161  | 8,40 / 100,00   | 5,29  |
|                         | Outros                         | 288    | 2,08 / 100,00   |       |
| Votos Inválidos         | Votos Inválidos                | 255    | 1,85 / 100,00   | 0,46  |
| Total                   | Total                          | 13 829 | 100,00 / 100,00 |       |
| Eleitorado/Participação | Eleitorado/Participação        | 22 266 | 62,11 / 100,00  | 0,56  |

### Pombal
| Partido                 | Partido                        | Votos  | %               | +/-   |
| ----------------------- | ------------------------------ | ------ | --------------- | ----- |
|                         | Partido Social Democrata       | 13 978 | 54,18 / 100,00  | 16,93 |
|                         | Partido Socialista             | 8 058  | 31,23 / 100,00  | 14,08 |
|                         | Partido Popular                | 2 412  | 9,35 / 100,00   | 5,14  |
|                         | Coligação Democrática Unitária | 328    | 1,27 / 100,00   | 0,07  |
|                         | Outros                         | 426    | 1,65 / 100,00   |       |
| Votos Inválidos         | Votos Inválidos                | 598    | 2,32 / 100,00   | 0,55  |
| Total                   | Total                          | 25 800 | 100,00 / 100,00 |       |
| Eleitorado/Participação | Eleitorado/Participação        | 45 742 | 56,40 / 100,00  | 1,85  |

### Porto de Mós
| Partido                 | Partido                        | Votos  | %               | +/-   |
| ----------------------- | ------------------------------ | ------ | --------------- | ----- |
|                         | Partido Social Democrata       | 5 817  | 43,24 / 100,00  | 20,51 |
|                         | Partido Socialista             | 4 545  | 33,78 / 100,00  | 13,22 |
|                         | Partido Popular                | 2 229  | 16,57 / 100,00  | 10,22 |
|                         | Coligação Democrática Unitária | 302    | 2,24 / 100,00   | 0,29  |
|                         | Outros                         | 220    | 1,64 / 100,00   |       |
| Votos Inválidos         | Votos Inválidos                | 340    | 2,52 / 100,00   | 0,42  |
| Total                   | Total                          | 13 453 | 100,00 / 100,00 |       |
| Eleitorado/Participação | Eleitorado/Participação        | 19 448 | 69,17 / 100,00  | 2,14  |